# Carol Weymuller Open
Die Carol Weymuller Open sind ein jährlich stattfindendes Squashturnier für Damen. Es findet in New York City in den Vereinigten Staaten statt und ist Teil der PSA World Tour der Damen. Die Ausgaben in den Jahren 2002, 2003, 2004, 2006, 2007 und 2009 fungierten gleichzeitig als US Open.
Es wurde 1993 erstmals als Profiturnier ausgetragen. In der Saison 2024/25 gehörte das Turnier zur Kategorie PSA Squash Tour Bronze und hatte ein Gesamtpreisgeld in Höhe von 53.750 US-Dollar. Fünf Spielerinnen gewannen das Turnier bisher jeweils dreimal: Nour El Sherbini, Jenny Duncalf, Natalie Grainger, Michelle Martin und Cassie Jackman.
Erste Turnierdirektorin war Alicia McConnell. Derzeit hat Linda Elriani diese Position inne.

## Siegerinnen
| Jahr | Siegerin                                   | Finalgegnerin                              | Ergebnis                                   |
| ---- | ------------------------------------------ | ------------------------------------------ | ------------------------------------------ |
| 2025 | Fayrouz Aboelkheir                         | Nada Abbas                                 | 11:7, 11:9, 12:10                          |
| 2024 | Farida Mohamed                             | Fayrouz Aboelkheir                         | 12:10, 11:4, 7:11, 11:8                    |
| 2023 | Georgina Kennedy                           | Olivia Fiechter                            | 11:7, 12:10, 12:10                         |
| 2022 | Rowan Elaraby                              | Sivasangari Subramaniam                    | 11:7, 6:11, 11:9, 11:6                     |
| 2021 | aufgrund der COVID-19-Pandemie ausgefallen | aufgrund der COVID-19-Pandemie ausgefallen | aufgrund der COVID-19-Pandemie ausgefallen |
| 2020 | Nouran Gohar                               | Nour El Tayeb                              | 11:9, 11:5, 11:2                           |
| 2018 | Nour El Tayeb                              | Sarah-Jane Perry                           | 11:8, 10:12, 11:6, 11:8                    |
| 2017 | Nour El Sherbini                           | Joelle King                                | 11:7, 11:5, 11:3                           |
| 2016 | Nour El Sherbini                           | Alison Waters                              | 13:11, 11:6, 11:3                          |
| 2015 | Nour El Sherbini                           | Joelle King                                | 11:5, 11:6, 11:3                           |
| 2014 | Alison Waters                              | Omneya Abdel Kawy                          | 9:11, 12:10, 11:5, 12:10                   |
| 2013 | Nicol David                                | Camille Serme                              | 12:10, 11:2, 11:5                          |
| 2012 | Laura Massaro                              | Raneem El Weleily                          | 11:8, 11:4, 11:5                           |
| 2011 | Raneem El Weleily                          | Jenny Duncalf                              | 11:7, 15:13, 11:4                          |
| 2010 | Jenny Duncalf                              | Laura Massaro                              | 11:6, 11:1, 11:6                           |
| 2009 | Jenny Duncalf                              | Alison Waters                              | 11:7, 11:9, 6:11, 11:9 1                   |
| 2008 | Natalie Grainger                           | Shelley Kitchen                            | 9:11, 11:8, 11:6, 11:1                     |
| 2007 | Natalie Grainger                           | Jenny Duncalf                              | 9:3, 9:4, 9:6 1                            |
| 2006 | Rachael Grinham                            | Natalie Grainger                           | 6:9, 9:6, 9:1, 1:9, 9:4 1                  |
| 2005 | Nicol David                                | Natalie Grainger                           | 5:9, 9:6, 9:4, 9:3                         |
| 2004 | Natalie Grainger                           | Linda Elriani                              | 6:9, 9:4, 9:6, 9:4 1                       |
| 2003 | Cassie Jackman                             | Carol Owens                                | 9:5, 5:9, 4:9, 9:7, 9:5 1                  |
| 2002 | Carol Owens                                | Tania Bailey                               | 9:7, 9:1, 10:8 1                           |
| 2001 | Sarah Fitz-Gerald                          |                                            |                                            |
| 2000 | Leilani Joyce                              | Linda Elriani                              | 9:5, 9:2, 9:1                              |
| 1999 | Michelle Martin                            | Linda Elriani                              | 10:8, 9:5, 7:9, 9:5                        |
| 1998 | Michelle Martin                            | Sarah Fitz-Gerald                          | 9:2, 9:4, 9:3                              |
| 1997 | Sarah Fitz-Gerald                          | Michelle Martin                            | 9:3, 7:9, 9:0, 3:9, 10:8                   |
| 1996 | Cassie Jackman                             | Liz Irving                                 | 10:8, 9:6, 9:2                             |
| 1995 | Michelle Martin                            | Carol Owens                                | 9:2, 9:2, 9:6                              |
| 1994 | Cassie Jackman                             | Demer Holleran                             | 3:1*                                       |
| 1993 | Fiona Geaves                               | Vicki Cardwell                             | 3:0*                                       |

 1 Fungierte parallel als US Open